# Operación Osoaviajim

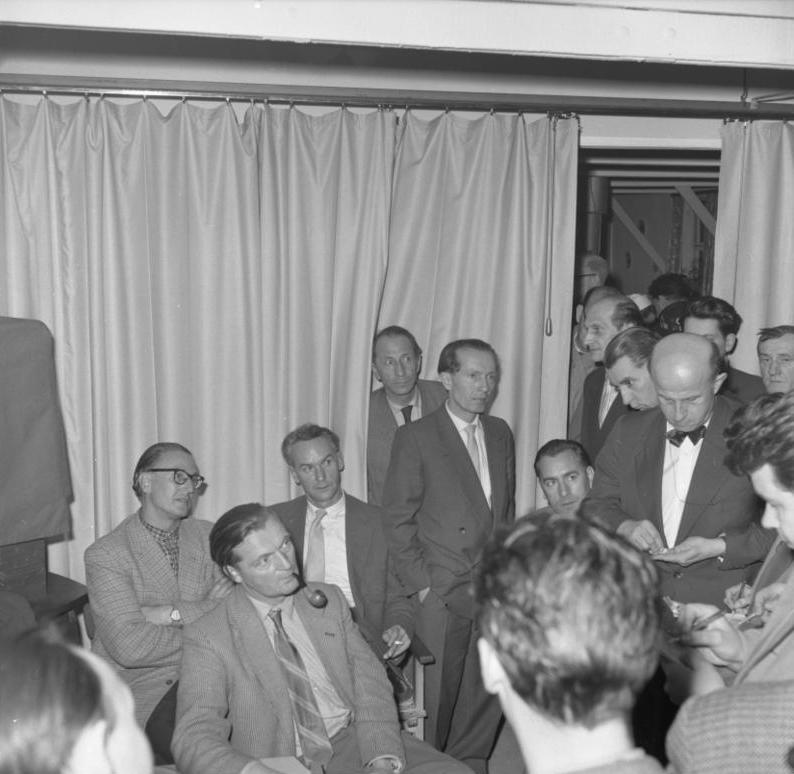
Científicos alemanes repatriados de Sujumi, 1958

La operación Osoaviajim (en ruso: Операция Осоавиахим) fue una operación soviética que tuvo lugar el 22 de octubre de 1946, en la que el NKVD y unidades del ejército soviético reclutaron a más de 2500 técnicos militares y especialistas técnicos nazis en la zona de ocupación soviética después de la Segunda Guerra Mundial, para trabajar en la Unión Soviética.  Muchas de estas tecnologías y materiales también fueron trasladados con el objetivo de trasladar los centros de investigación y producción, como el centro de producción de Mittelwerk de cohetes V-2 en Nordhausen, de Alemania a la Unión Soviética. El nombre "Osoaviajim" es el acrónimo de una organización paramilitar soviética, más tarde rebautizada DOSAAF.

## Desarrollo de la operación
La operación conocida formalmente como Operación Osoaviajim fue decretada el 13 de mayo de 1946 bajo la resolución n.º 1017-419 por el Consejo de Ministros de la Unión Soviética con el objetivo de lograr "Transferencia de las oficinas de construcción así como 2 000 especialistas alemanes hasta finales de 1946".
El Comisariado del Pueblo para Asuntos Internos (NKVD) encargó a Iván Serov, Jefe de la Administración Militar Soviética en Alemania, con los preparativos secretos.  La Unión Soviética quería garantizar el pleno acceso a las tecnologías alemanas tanto a través de la transferencia de conocimientos expertos como del desmantelamiento de las instalaciones de producción y su reconstrucción en la Unión Soviética. Además, según el Acuerdo de Potsdam del 2 de agosto de 1945, se prohibió el desarrollo y la fabricación de armas en Alemania. Con el decreto del Consejo de Ministros de la Unión Soviética n.º 1539-686 del 9 de julio de 1946, Iósif Stalin fijó el 22 de octubre de 1946 como inicio de las operaciones.
La Operación Osoaviajim no tuvo precedentes en sus dimensiones: en una operación secreta concertada el 22 de octubre de 1946, los empleados de las instalaciones dentro de toda la zona de ocupación soviética fueron reclutados en medio día y 92 trenes de carga estuvieron disponibles para el transporte. En la noche del 21 de octubre de 1946, al día siguiente de las elecciones estatales de la zona de ocupación soviética de 1946, así como de las elecciones estatales de Berlín de 1946, oficiales soviéticos acompañados por un traductor y un soldado armado se detuvieron en las casas de especialistas alemanes, ordenándoles empacar sus pertenencias. Se habían preparado camiones y trenes y estaban listos para el transporte inmediato de los afectados y sus familias a un destino desconocido para ellos. En total, se supone que unas 6.500 personas fueron llevadas a la Unión Soviética, la mayoría de ellas en contra de su voluntad.
- 1 385 de estos especialistas habían trabajado en el Ministerio de Aviación desarrollando aviones, así como motores a reacción y misiles tierra-aire,
- 515 en el Ministerio de Armamentos, principalmente relacionado con el desarrollo de motores de cohetes líquidos,
- 358 en el Ministerio de la Industria de Telecomunicaciones (Radar y Telemetría),
- 81 en el Ministerio de la Industria Química,
- 62 en el Ministerio de Construcción Naval (girocompás y sistemas de navegación),
- 27 en el Ministerio de Maquinaria Agrícola (motores de cohetes sólidos),
- 14 en el Ministerio de Cine e Industria Fotográfica,
- 3 en el Ministerio de la Industria del Petróleo y
- 107 en establecimientos del Ministerio de la Industria Ligera.[3]

El 22 de octubre, la rama de Berlín del Partido Socialdemócrata de Alemania protestó contra los procedimientos. El 24 de octubre, el Consejo de Control Aliado recibió una queja del representante británico de la Kommandatura Aliada, junto con el consentimiento de los representantes estadounidense y francés, condenando el traslado de 400 especialistas de Berlín, incluidos residentes del sector británico de Berlín, a la Unión Soviética como una violación de las leyes laborales vigentes, así como violaciones de los derechos humanos. Una discusión del Consejo de Control Aliado sobre esta deportación fue aplazada por su comité de coordinación el 29 de octubre debido a "fuertes diferencias sobre el carácter voluntario o involuntario de los transportes" entre los representantes soviéticos, estadounidenses y británicos. Dentro de la zona de ocupación soviética de Alemania y Berlín Oriental, todas las protestas fueron silenciadas rápidamente luego de un breve alboroto de la Federación Alemana de Sindicatos Libres.
Los científicos, técnicos y trabajadores calificados fueron asignados a proyectos individuales y grupos de trabajo, principalmente en las áreas de aeronáutica y tecnología de cohetes, investigación nuclear, química y óptica. La estancia se dio por unos cinco años. Los especialistas regresaron a Alemania entre 1951 y 1958. Antes de partir, se les enseñó a mantener en secreto sus años en la Unión Soviética. Los especialistas que regresaron a la República Democrática Alemana (RDA) generalmente recibieron ofertas generosas para puestos gerenciales, sus familias recibieron un trato preferencial al recibir un espacio vital generoso.